# Playa Angosta
Der Playa Angosta (spanisch für Schmaler Strand) ist ein saumartiger Strandabschnitt im Norden der Livingston-Insel im Archipel der Südlichen Shetlandinseln. Auf der Westseite des Kap Shirreff am nördlichen Ausläufer der Johannes-Paul-II.-Halbinsel liegt er unmittelbar nordwestlich des Playa Escondida.
Wissenschaftler der 45. Chilenischen Antarktisexpedition (1990–1991) gaben ihm seinen deskriptiven Namen.